# Wesertunnel
Der Wesertunnel verbindet seit 2004 als die Weser unterquerender Teil der B 437 die niedersächsischen Landkreise Wesermarsch und Cuxhaven. Er ist 1,6 Kilometer lang und seine tiefste Stelle liegt 40 Meter unter NHN. Nördlich von Bremen ist er die einzige feste Querung der Weser. Damit verkürzt er die feste Straßenverbindung zwischen den Küstenstädten Bremerhaven und Nordenham.

## Baugeschichte
Mehrere Varianten eines Wesertunnels wurden in den 1960er Jahren als Teil einer Küstenautobahn geplant. Als diese offiziell aufgegeben wurde, wurden die Pläne als selbständiges Bauwerk weiter verfolgt. Die damalige rot-grüne Landesregierung legte Anfang der 1990er Jahre mit Rücksicht auf den kleineren Koalitionspartner ausdrücklich den regionalen Charakter fest, jedoch wurde an einer für den Fernverkehr geeigneten Dimensionierung festgehalten. Seit dem Ausscheiden der Grünen aus der Landesregierung wird er wieder als Teil der geplanten Küstenautobahn (ehemalige A 22, nun A 20) betrachtet, die von der Unterelbe bei Stade über den Wesertunnel bis an die A 28 bei Westerstede führen soll. Die Pläne hierfür sind jedoch in Teilen der Bevölkerung und bei den Naturschutzverbänden umstritten.
Der Wesertunnel wurde nach einer Bauzeit von sechs Jahren am 20. Januar 2004 offiziell für den Verkehr freigegeben. Die Kosten für den Bau betrugen rund 275 Millionen Euro (was – Stand 2015 – rund 408 Mio. Euro entsprechen würde). Unter anderem aufgrund des Wegfalls des vorher herrschenden Fährverkehrs, einhergehend mit dem Verlust von Arbeitsplätzen, war der Bau des Tunnels bereits seit Planungsbeginn umstritten.

## Geplante Aufstufung zur Bundesautobahn 20
Zukünftig soll der Abschnitt der B 437 zwischen Bundesautobahn 27 bei Stotel und der B 212 bei Nordenham Teil der Bundesautobahn 20 werden. Dafür soll der rund 13 Kilometer lange und schon jetzt drei- bzw. vierstreifig ausgebaute Abschnitt inklusive des Wesertunnels auf die Standards einer Autobahn ausgebaut und zur Autobahn hochgestuft werden. Die Unterlagen werden aktuell für das Planfeststellungsverfahren vorbereitet.

## Fährverbindungen
Die Fährverbindung Kleinensiel–Dedesdorf wurde mit Eröffnung des Tunnels am 20. Januar 2004 um 24 Uhr eingestellt. Das Fährschiff Dedesdorf wurde nach Bremen verkauft und verkehrt nun unter dem Namen Vegesack auf der Fährlinie Lemwerder–Vegesack. Das Fährschiff Stadland wurde zunächst auf der Fährlinie Brake–Sandstedt eingesetzt, später aber nach Rumänien verkauft und verkehrt nun auf der Donau.
Die Fährverbindung Golzwarden–Sandstedt hat deutlich an Nutzung eingebüßt, zwei Fährschiffe (MF Wesermarsch und MF Golzwarden) des dortigen Standortes wurden verkauft. Zunächst gab es Überlegungen, den Fährverkehr auch auf der Strecke Golzwarden–Sandstedt im Jahr 2005 komplett einzustellen. Allerdings erfolgte eine Privatisierung, indem mehrere Kapitäne der Fährverbindung eine Firma gründeten und den Betrieb mit der MF Kleinensiel weiterführten. Die Weserfähre Nordenham–Bremerhaven besteht weiter, jedoch unter starken Einbußen der Beförderungszahlen. Durch den Wegfall der Fährverbindungen hat sich die Situation vor allem für unmotorisierte Verkehrsteilnehmer verändert, da der Tunnel für Fußgänger und Radfahrer gesperrt ist. Allerdings wurden neue Busverbindungen durch den Tunnel eingerichtet, die saisonal zwischen 9 und 17:30 Uhr eine Fahrradmitnahme ermöglichen.

## Verkehrliche Bedeutung
Der Verkehrsclub Deutschland (VCD) zog Anfang 2005 die Bilanz, dass der Wesertunnel insgesamt weit hinter den Erwartungen zurückgeblieben sei. Vor allem die arbeitsmarktpolitische Bilanz sei ernüchternd ausgefallen. Der Wesertunnel habe bislang mindestens 70 Arbeitsplätze gekostet (nicht nur auf den Weserfähren), und weder das niedersächsische Wirtschaftsministerium noch die Industrie- und Handelskammer Oldenburg hätten bislang positive Arbeitsplatzeffekte aufzeigen können. Die vorbereiteten Gewerbegebiete in der Nähe des Wesertunnels stünden teilweise noch leer.
Nach Angabe des niedersächsischen Verkehrsministeriums fuhren 2005 circa 13.000 Fahrzeuge (Schwerlastanteil 14,2 %) pro Tag durch den Tunnel. Im Jahr 2012 lag die Verkehrsmenge bei etwa 15.400 Fahrzeuge (Schwerlastanteil 15,4 %) täglich. Gegenüber den Verkehrsmengen, die bis Ende 2003 über die drei nördlichen Weserfähren befördert wurden (zusammen i. M. circa 5500 Fahrzeuge pro Tag) ist damit die erwartete Verkehrssteigerung, von der ein belebender Effekt für die Wirtschaftsentwicklung erwartet wurde, bereits eingetreten.

## Sicherheitstests
Bei einem Tunneltest des ADAC im Jahr 2004 wurde der Wesertunnel mit „sehr gut“ bewertet. Die Rauchmelder des Wesertunnels reagieren allerdings auch bei starkem Nebel, was bereits mehrfach zu Tunnelsperrungen führte.

## Galerie

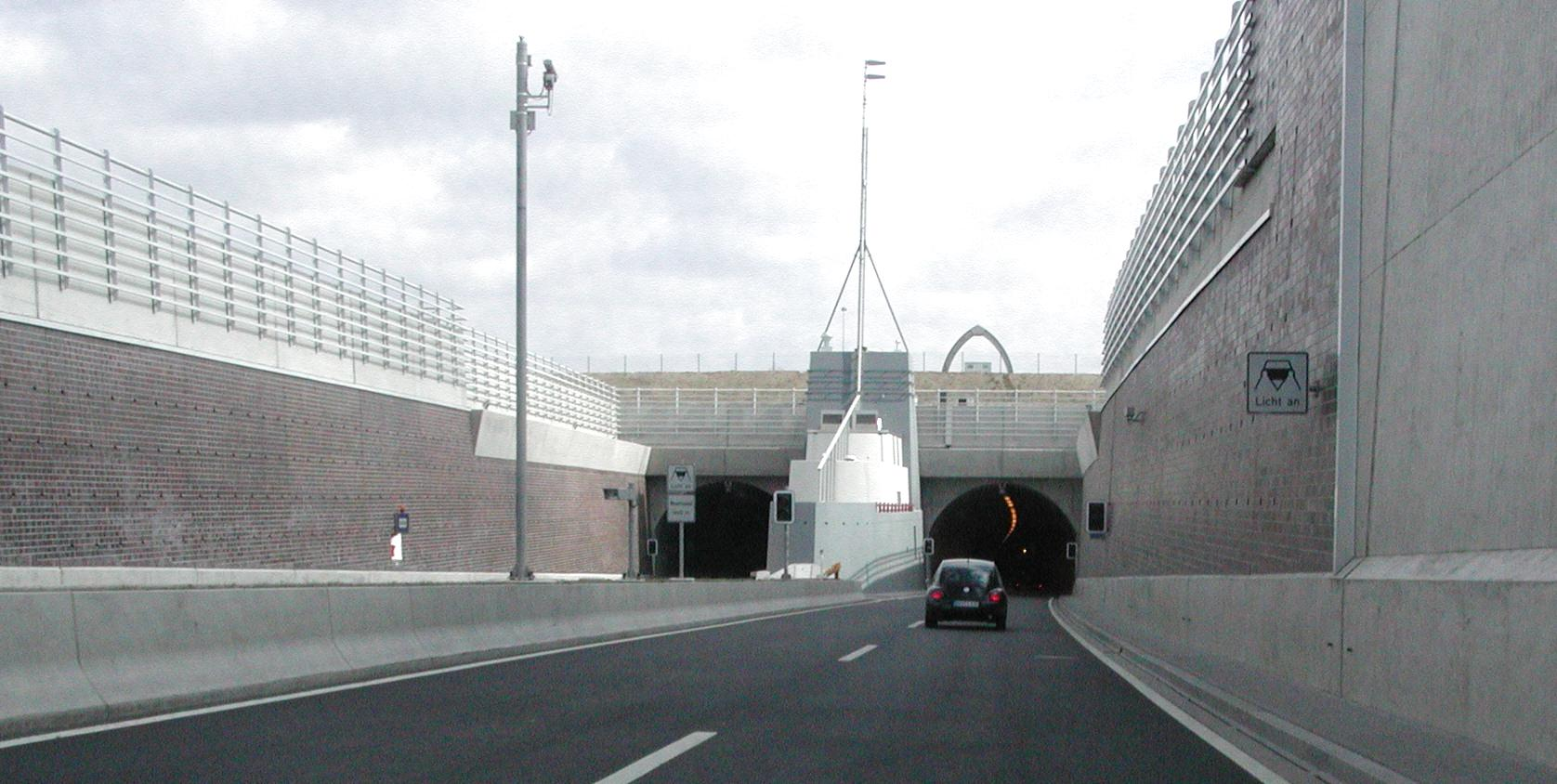
Portal
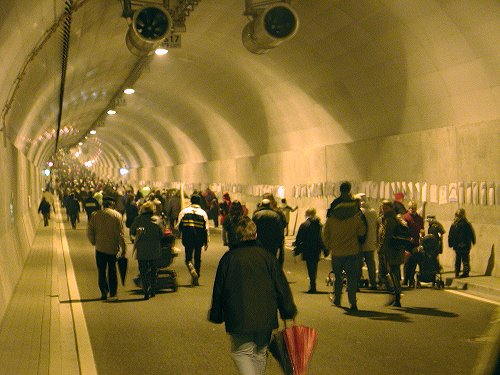
Einweihungsfeier
Der tiefste Punkt